# Gatschkopf
De Gatschkopf is een bergtop in de Lechtaler Alpen in de Oostenrijkse deelstaat Tirol. Het is met 2945 meter hoogte de op drie na hoogste berg van de Lechtaler Alpen en daarmee tevens een van de hoogste toppen van de Noordelijke Kalkalpen.
De Gatschkopf bestaat voor het overgrote deel uit vlekkenmergel stammend uit het Lias. Aan de noordzijde kenmerkt de berg zich door hoge wanden die een verval kennen tot achthonderd meter. De top van de berg kenmerkt zich door een ruim, schraal rotsplateau. De Gatschkopf is door de Patrolscharte (2846 meter) gescheiden van de in het westen gelegen Parseierspitze, de hoogste berg van de Noordelijke Kalkalpen.
Omdat de beklimming van de bergtop vanuit het zuiden geen moeilijkheden kent, is de top reeds lange tijd geleden door lokale bewoners beklommen. Thans staat op de zuidflank de Augsburger Hütte, vanwaar twee tochten voeren naar de top van de berg. De een voer door de kloof Gasillschlucht, via de Patrolscharte en de westelijke rug naar de top, de ander loopt direct over de zuidelijke flank naar de top. Beide routes zijn makkelijke, gemarkeerde klimtochten en nemen ongeveer anderhalf uur in beslag. De Gatschkopf kan tevens een bezichtigingspunt zijn bij een overgang over de Spiehlerweg van de Augsburger Hütte naar de Memminger Hütte (vijf uur) of bij een overgang van de Augsburger Hütte naar de Ansbacher Hütte via de Augsburger Höhenweg (tien uur).
De Gatschkopf bestaat voor het overgrote deel uit broos gesteente. Vanwege het daarmee verbonden steenslaggevaar is de Gatschkopf niet langer een klimberg. De vroeger over de noordwand lopende klimtochten zijn dan ook niet langer in de klimliteratuur opgenomen.